# 涛城镇
涛城镇，是中华人民共和国安徽省宣城市郎溪县下辖的一个乡镇级行政单位。 区域面积101.09平方千米。

## 行政区划
涛城镇下辖以下地区：
管村、红星村、长乐村、合溪村、风河村、庆丰村、梅村、涛城村和黄墅村。